# جورج ك بورغيس
جورج ك بورغيس (بالإنجليزية: George K. Burgess) (و. 1874 – 1932 م) هو فيزيائي، ومترجم من الولايات المتحدة الأمريكية . ولد في نيوتن (ماساتشوستس) .
توفي في واشنطن العاصمة ، عن عمر يناهز 58 عاماً.

## التعليم
تعلم في جامعة باريس، ومعهد ماساتشوست للتكنولوجيا